# Teasienna eirene
Teasienna eirene is een vliesvleugelig insect uit de familie Pteromalidae. De wetenschappelijke naam is voor het eerst geldig gepubliceerd in 2004 door Heydon.